# Sjarhei Michalok

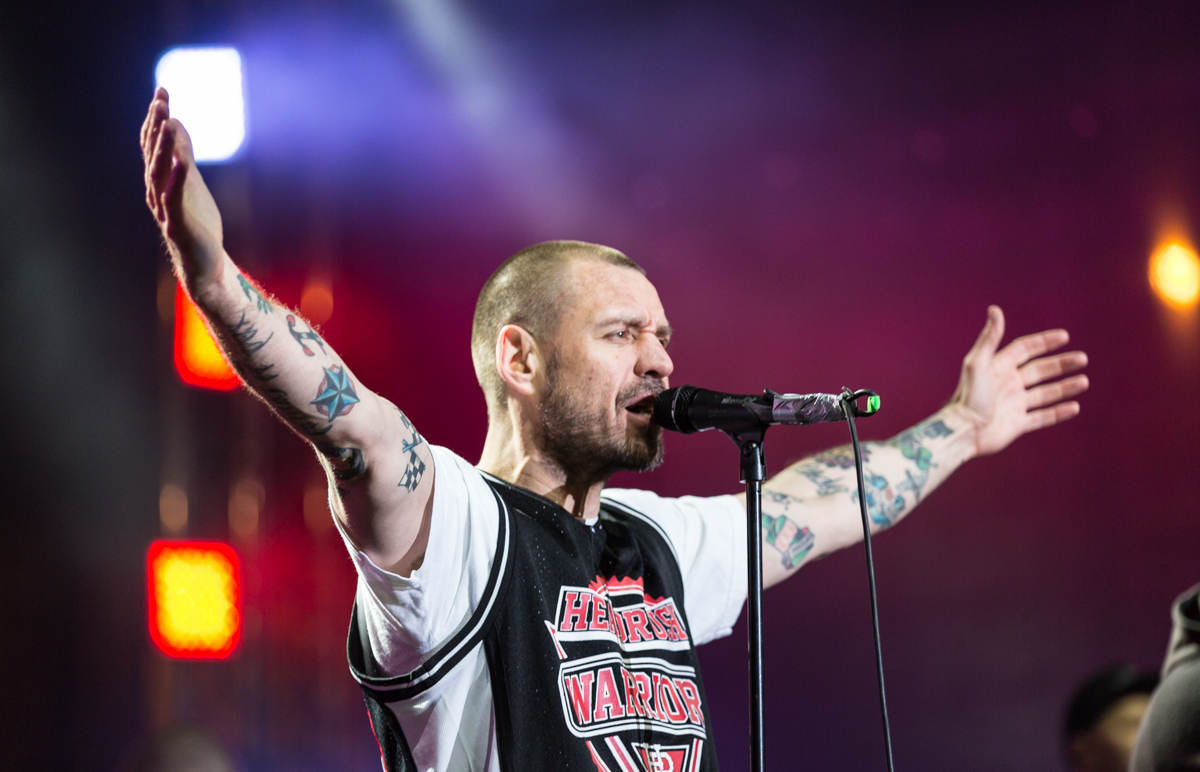
Sjarhej Michalok 2014

Sjarhei Michalok (belarussisch Сяргей Уладзіміравіч Міхалок Sjarhej Uladsimirawitsch Michalok, russisch Сергей Владимирович Михалок Sergei Wladimirowitsch Michalok; * 19. Januar 1972 in Dresden) ist ein belarussisch-ukrainischer Rockmusiker und Schauspieler. Er war unter anderem Frontmann der Band Ljapis Trubezkoi. 2020 wurde ihm der Ehrentitel Verdienter Künstler der Ukraine verliehen.

## Leben
Die Familie von Michalok stammt aus Minsk. Der Vater arbeitete beim sowjetischen Militär. Sjarhei Michalok kam in Dresden zur Welt und wuchs in Sibirien auf.
Seit Dezember 2014 lebt er in der Ukraine, wofür er seit 2015 eine Niederlassungserlaubnis hat.

## Künstlerisches Schaffen
Miachalok absolvierte die Belarussische Staatliche Kunstakademie. Im Jahr 1990 gründete er die Ska-Punk-Band Ljapis Trubezkoi, in der er als Frontmann auftrat. Am 1. September 2014 löste er die Band auf. Darüber hinaus war er Frontmann der Band Brutto und leitet die Band Drezden. Daneben arbeitete Sjarhei Michalok auch in einem Theater und als Artdirector eines Reggae-Clubs in Minsk. Im Jahr 2000 wurde er ein Mitglied des Comic-Duos Sasha i Sirozha. Ab 2003 arbeitete er mit Ljawon Wolski bei dem Musikprojekt Krambambula zusammen.
2020 wurde ihm der Ehrentitel Verdienter Künstler der Ukraine verliehen.